# 漢古鄉
47°06′27″N 26°04′11″E / 47.10750°N 26.06972°E
漢古鄉（羅馬尼亞語：Comuna Hangu, Neamț），是羅馬尼亞的鄉份，位於該國東北部，由尼亞姆茨縣負責管轄，面積119平方公里，海拔高度500米，2007年人口4,073，人口密度每平方公里34人。